# Вельтнер, Якоб
Якоб Вельтнер (венг. Weltner Jakab; 6 декабря 1873, Будапешт — 18 апреля 1936, Будапешт) — венгерский политик, журналист и редактор газеты «Népszava»; депутат парламента Венгрии и член ВСДП.

## Биография
Якоб Вельтнер родился 6 декабря 1873 года в городе Будапеште в семье еврейского железнодорожного служащего Саму Вельтнера и его жены Эммы (в девичестве Рейниц). Он воспитывался в приюте из-за ранней смерти своего отца и, окончив всего два класса средней школы, стал осваивать профессию плотника.
В 1894 году он вступил в союз плотников, затем включился в работу секретариата Венгерской социал-демократической партии (ВСДП).
В 1896—1898 годах он работал в Австрии и Германии, где познакомился с местными социал-демократическими организациями и постоянно учился, восполняя пробелы в образовании.
С 1896 года он был членом наблюдательного комитета ВСДП. Весной 1898 года его вызвали из Мюнхена домой и включили в руководство партии вместе с Эрнё Гарами. Ему в качестве секретаря была поручена организационная работа партии. Он занимал эту должность до 1905 года, но оставался членом руководства и сыграл решающую роль в формировании практической политики социал-демократии. Свой опыт, приобретенный в отечественном и международном рабочем движении, он использовал прежде всего в области организации, агитации и в журналистике.
Вельтнер был постоянным участником общественных собраний и конференций, его содержательные послания, богатство мыслей и остроумная манера речи делали его выступления настоящим событием. Он писал брошюры и исследования, а затем стал постоянным обозревателем газеты «Népszava». В течение многих лет он был редактором «Famunkások Szaklapja» (Журнал деревообработчиков), а с ноября 1918 года стал главным редактором «Népszava». Он подготовил исследования и анализы по социальной политике. Его основным принципом было то, что рабочие должны писать на языке рабочих. Он защищал и распространял поэзию Эндре Ади и современное венгерское искусство.
Во время Первой мировой войны постепенно занял антивоенную позицию, хотя впоследствии его обвиняли, что ещё во время январской стачки 1918 года занимался доносами в полицию на левую антимилитаристскую партийную оппозицию. Участвовал в международной социалистической конференции в Стокгольме 1917 года в составе венгерской делегации вместе с Эрнё Гарами, Мано Бухингером и Жигмондом Кунфи. 

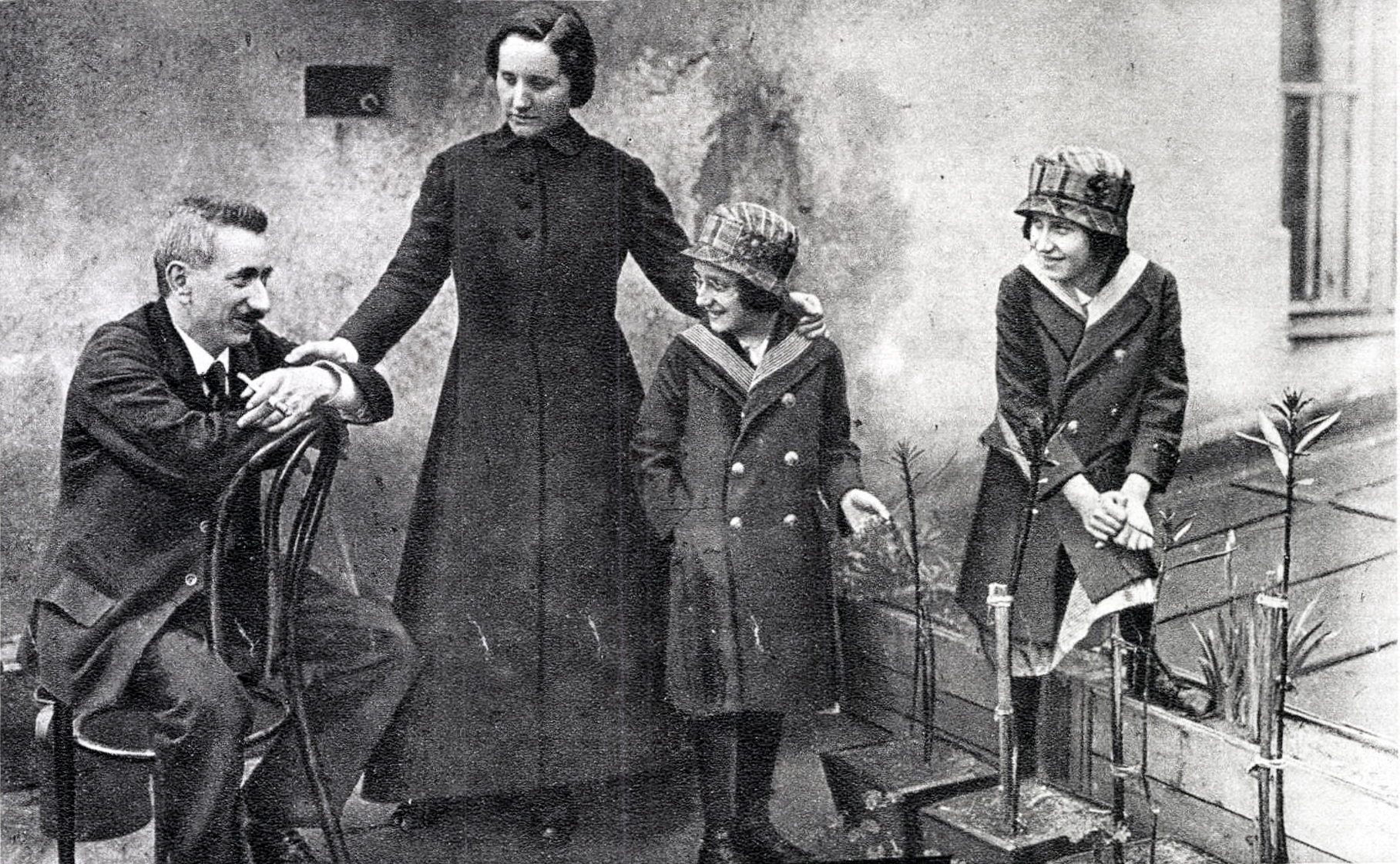
Якоб Вельтнер со своей второй женой Марией Фазекаш и дочерьми в 1917 году

Во время Революции астр 1918 года был членом Венгерского национального совета. Под влиянием массовых настроений и зарубежных событий временно пришёл к одобрению сотрудничества с коммунистами и 21 марта 1919 года выступил одним из подписантов документа единства, провозглашающего объединение двух рабочих партий. Во время Венгерской Советской Республики не брал на себя государственных постов, ни наркомата, но в качестве председателя Будапештского совета рабочих депутатов (а также руководителя «Népszava» и профсоюза журналистов) считался одним из самых влиятельных руководителей социал-демократической партийной и профессиональной бюрократии. Критиковал революционные эксцессы: «Буржуазия, как класс, должна быть беспощадно подавлена, но я наиболее определённо осуждаю тех, кто совершает насилие над отдельными людьми. Революции и революционному чувству служат, если действуют гуманно, без варварства». 
В критические недели накануне падения советской власти вёл переговоры с делегатами Антанты. Как редактору главной социалистической газеты, ему пришлось бежать после поражения революции, а осуществлявшие белый террор контрреволюционные отряды пели строчки о том, как «сломают шею» Вельтнеру. При этом в эмиграции тот не выступал публично против зверств новых властей, включая расправы над социал-демократами. Он поселился в Вене, где провёл почти пять лет, не считая нескольких месяцев в США, а затем в Чехословакии. 
После выхода указа об амнистии в 1924 году он одним из первых вернулся в Венгрию (был амнистирован правительством Хорти-Бетлена с условием больше не выступать публично; за деятельность в период ВСР против него всё равно было возбуждено уголовное дело, но в 1929 году он был помилован). С этого времени Вельтнер являлся фактическим, хотя и закулисным, вождём социал-демократов и редактором их центрального органа. С 1931 года он уже официально занял пост главного редактора «Népszava» и был избран в парламент, сумев сохранить свой мандат на выборах 1935 года. Помимо многочисленных газетных статей и брошюр, он публиковал и свои мемуары, а также перевёл по одному произведению Карла Маркса и Карла Каутского, но находился на задворках формирования партийной политики.
Умер от рака поджелудочной железы 18 апреля 1936 года. 